# Las Parejas
Las Parejas é um município de 2ª categoria da província de Santa Fé, na Argentina.